# Sunny Edwards
Sunny Edwards (* 1. Januar 1996 in London) ist ein britischer Boxer und ehemaliger IBF-Weltmeister im Fliegengewicht.
Er ist der jüngere Bruder des Boxers und WBC-Weltmeisters Charlie Edwards.

## Amateurkarriere
Edwards wurde unter anderem 2013 und 2014 Englischer Jugendmeister, sowie 2015 Englischer Meister im Halbfliegengewicht bei den Erwachsenen.

## Profikarriere
Im Juni 2016 unterzeichnete er einen Profivertrag beim britischen Promoter Macklin’s Gym Marbella (MGM) und im Januar 2017 auch beim britischen Promoter Frank Warren. Seine Trainer sind Danny Vaughan und Grant Smith.
Am 27. November 2017 gewann er die WBO-Europameisterschaft im Superfliegengewicht durch einen vorzeitigen Sieg gegen den bis dahin ebenfalls ungeschlagenen Ross Murray. Im Oktober 2018 gelang ihm eine Titelverteidigung gegen Ryan Farrag und am 15. Dezember 2018 der Gewinn der WBO-International-Meisterschaft im Superfliegengewicht gegen Junior Granados. Im April 2019 verteidigte er den WBO-Europameistertitel gegen Pedro Matos.
Am 13. Juli 2019 gewann er mit einem Sieg gegen Hiram Gallardo den IBF-International-Titel im Superfliegengewicht und wechselte anschließend in das Fliegengewicht, wo er am 14. September 2019 gegen Rosendo Guarneros die Titel IBF-International und WBO-Interkontinental gewann. Am 21. Dezember 2019 siegte er gegen Marcel Braithwaite und wurde Britischer Meister im Superfliegengewicht.
Im August 2020 besiegte er Thomas Essomba und konnte am 30. April 2021 in London um den IBF-Weltmeistertitel im Fliegengewicht boxen. Er siegte dabei einstimmig nach Punkten gegen Moruti Mthalane. Den WM-Titel verteidigte er im Dezember 2021 gegen Jayson Mama sowie 2022 jeweils gegen Muhammad Waseem und Felix Alvarado.
Im Juni 2023 siegte er in einer Titelverteidigung gegen Andrés Campos, verlor jedoch im Dezember 2023 vorzeitig gegen den WBO-Weltmeister Jesse Rodríguez. Eine weitere vorzeitige Niederlage erlitt er am 30. November 2024 gegen Galal Yafai.